# Linia kolejowa Čelákovice – Mochov
Linia kolejowa Čelákovice – Mochov – jednotorowa, regionalna i niezelektryfikowana linia kolejowa w Czechach. Łączy stację Čelákovice i Mochov. W całości znajduje się na terytorium kraju środkowoczeskiego.